# Gammelstad–Karlsvikshyttans Järnväg
Gammelstad-Karlsvikshyttans Järnväg eller Gammelstad-Karlsviks Järnväg var en normalspårig 1435 mm järnväg mellan Gammelstad vid Statsbanan Luleå-Riksgränsen och Karlsvikshyttan. Banan upphörde som järnväg 1956 men har under 1970- och 1980-talet återuppbyggts som industrispår och museijärnväg.

## Historia
Luleå järnverksaktiebolag erhöll koncession den 10 mars 1905, i samband med anläggandet av järnverket i Karlsvik, och banan började byggas samma år. Järnvägen öppnade för allmän godstrafik den 16 juli 1906 och den 26 oktober 1906 blev den ett eget bolag Gammelstad-Karlsvikshyttans Järnvägaktiebolag. Byggkostnaden för banan var 300 000 kronor i slutet av 1906. Järnvägen hade inget eget material utan trafikerades av Statens Järnvägar.
Malmbanan elektrifierades med början 1915 och var helt elektrifierad den 31 oktober 1923 men eldriften togs bort den 1 september 1939.
Efter järnverkets konkurs 1925 och försäljning till skrot 1929 upphörde trafiken den 1 januari 1931 och banan var inte i bruk fram till 1941. Ett 500 meter stickspår byggdes på tyskt initiativ till lagerlokalen för träsliperiet vid Karlshäll 1940. Tyska armén använde byggnaden som lagerlokal för varor som kom med båt och vidarebefordrades med järnväg mellan 1941 och sommaren 1943.
Trafik enligt koncessionen upphörde 1954 och 1957 revs spåret till Karlsvik. Under 1960-talet planerades Storhedens industriområde och mellan 1976 och 1978 byggdes sidospåren i Storheden längs det delvis omlagda industrispåret. Under början av 1980-talet upprättas en plan för ett järnvägsmuseum och spåret till Karlsvik återuppbyggdes med nyinvigning 1986.
En ny godsterminal byggdes 2003 utanför Gammelstad längs industrispåret mot Karlsvik. I samband med detta byggdes ett nytt spår som följde Malmbanan längre öster ut och gick runt den nybyggda godsterminalen innan den igen anslöt till industrispåret vid Storheden norra. Godsverksamheten flyttades från godsterminalen vid järnvägsstationen i centrala Luleå till kombiterminalen i oktober 2003.

## Nutid
Banan trafikeras av Norrbottens Järnvägsmuseum och det finns godstrafik till Storheden.